# Ollars-Erik Landberg
"Ollars"-Erik Landberg, född 9 december 1891 i Fornby, Siljansnäs socken, död 18 november 1960 i Gustav Vasa församling, Stockholm, var en svensk skådespelare och sångare.

## Biografi
Landberg föddes på Fornby 4 Ollasgården år 1891 som var hans fars släktgård sedan generationer tillbaka. Han var troligen det enda barnet. Föräldrarna hette Ollas Daniel Ersson (född 22 september 1864 i byn Fornby på gården Fornby 4 Ollas, som ligger i Siljansnäs) och Anna Matsdotter (född 29 april 1859 i byn Hjulbäck, som är grannby med Fornby och ligger även den i Siljansnäs). Föräldrarna blev baptister år 1890 och trädde ut ur Svenska kyrkan 1890. Landberg är av den anledningen inte döpt. Landberg och hans föräldrar flyttade från Fornby till Falun 1898 och bytte då efternamn till Landberg. Erik Landbergs farbrors familj bar också namnet Landberg och de flyttade till Falun år 1895. Ollas Eriks Landbergs far arbetade som murare och grovarbetare i Falun.
Efter att ha tagit studentexamen 1911 studerade Landberg vid Elin Svenssons dramatiska elevskola samt för Maria Schildknecht. Därtill tog han sånglektioner i Italien för Mattia Battistini, i Stockholm vid Musikkonservatoriet samt i Berlin. Landberg var primärt verksam som skådespelare Göteborg, där han var knuten till Albert Ranfts dramatiska avdelning vid Stora Teatern, till Nya Teatern och till Lorensbergsteatern. Därtill framträdde han på Stockholmsscener som Intima Teatern, Dramaten, Konserthusteatern, Oscarsteatern och Vasateatern.
Landberg är begravd på Norra begravningsplatsen utanför Stockholm.

## Filmografi
- 1920 – Mästerman
- 1921 – De landsflyktige
- 1922 – Det omringade huset
- 1923 – Johan Ulfstjerna
- 1932 – Modärna fruar
- 1933 – Luftens Vagabond
- 1933 – Bomans pojke
- 1934 – Anderssonskans Kalle
- 1934 – Sången om den eldröda blomman
- 1935 – Grabbarna i 57:an
- 1936 – Äventyret
- 1936 – 33.333
- 1936 – Stackars miljonärer
- 1936 – Kungen kommer
- 1936 – Han, hon och pengarna
- 1937 – Lyckliga Vestköping
- 1937 – Familjen Andersson
- 1937 – En sjöman går iland
- 1938 – Kustens glada kavaljerer
- 1938 – Vi som går scenvägen
- 1940 – ... som en tjuv om natten

## Teater

### Roller (ej komplett)
| År   | Roll                 | Produktion                                              | Regi              | Teater         |
| ---- | -------------------- | ------------------------------------------------------- | ----------------- | -------------- |
| 1916 | Taube                | Gustaf III August Strindberg                            | Einar Fröberg     | Intima teatern |
| 1916 | Doktor Labisch       | Generalrepetition på ett dyrbart liv Harry Vosberg      | Albin Lavén       | Intima teatern |
| 1921 | Axelsson             | Svenskt folk Ivar Thor Thunberg                         | Gustaf Linden     | Dramaten       |
| 1922 | Flavio               | Scampolo Dario Niccodemi                                | Gustaf Linden     | Dramaten       |
| 1922 | Fouques              | Äventyret Gaston Arman de Caillavet och Robert de Flers | Karl Hedberg      | Dramaten       |
| 1923 | von Schöldpadda      | Kära släkten Gustav Esmann                              | Tor Hedberg       | Dramaten       |
| 1923 | Merriman             | Mister Ernest Oscar Wilde                               | Gustaf Linden     | Dramaten       |
| 1923 | Kyparen              | Sköldpaddskammen Richard Kessler                        | Karl Hedberg      | Dramaten       |
| 1932 | Walberg              | Till Hollywood George S. Kaufman och Marc Connelly      | Gösta Ekman       | Vasateatern    |
| 1933 | Furst Tso Tschang    | Leendets land Franz Lehár                               | Gösta Ekman       | Oscarsteatern  |
| 1934 | Emanuelo             | Paganini Franz Lehár, Paul Kneppler och Beda Jenbach    | Harry Stangenberg | Oscarsteatern  |
| 1934 | En exekutionsbetjänt | Nästan gifta Walter Ellis                               | Gösta Ekman       | Vasateatern    |
| 1934 | Skinnar-Joachim      | Bödeln Pär Lagerkvist                                   | Per Lindberg      | Vasateatern    |
| 1935 | David Stern          | Karriär-karriär Gábor Drégely                           | Gösta Ekman       | Vasateatern    |
| 1935 | Förmannen            | Innanför grindarna Sean O'Casey                         | Per Lindberg      | Vasateatern    |
| 1935 |                      | Köpmannen i Venedig William Shakespeare                 | Per Lindberg      | Vasateatern    |